# Гюлленст'єрна Йохан Нільссон
Йохан Нільссон Гюлленст'єрна (швед. Johan Nilsson Gyllenstierna) (в польських джерелах Ян Гульденстерн (пол. Jan Guldenstern); 31 січня 1569, Стокгольм — 1617, Гданськ) — шведський аристократ, адмірал флоту на службі у короля Речі Посполитої Сигізмунда III Ваза.

## Біографія
Син багаторічного канцлера Швеції Нільса Йоранссона, який першим в роду почав використовувати ім'я «Gyllenstierna» (Золота Зірка).
Був одружений з графинею Сігрід, дочкою Пера Браге Старшого.
Йохан Нільссон належав до цієї частини шведського дворянства, яка не підтримала Карла, герцога Седерманландського (майбутнього короля Швеції Карла IX).
У 1598 році він був посланий Сигізмундом III для захисту фортеці Кальмар від шведів, після її втрати, призначений адміралом, командував загоном із восьми кораблів, який в кінці вересня 1599 року відплив із Гданська, щоб висадити десант на південно-західному узбережжі Швеції під Эльфсборгом (сьогодні частина Гетеборга). Незважаючи на сприяння данського короля Крістіана IV, який пропустив флот через протоку Ересунн, операція зазнала фіаско — Гюлленст'єрну не вдалося переконати шведські гарнізони перейти на бік Сигізмунда III, і, крім того, був втрачений, сівший на рифи адміральський корабель. Йохану довелося продати кілька кораблів в Копенгагені, а решту відвести в Любек, де вони були арештовані.
У січні 1600 року Карл, герцог Зюдерманландський написав Йохану Нільссону лист з пропозицією повернутися до Швеції і пообіцяв прийняти на службу. Гюлленст'єрна, однак, залишився вірний Сигізмунду III Ваза і повернувся в Гданськ.
У 1602 році на чолі німецького піхотного загону він воював при Завойську проти військ Карла Седерманландського. В цей період часу він почав використовувати ім'я в німецькому формулюванні «Guldenstern», так воно легше вимовлялося, ніж оригінальне шведське «Gyllenstierna».
Похований в Церкві Діви Марії у Гданську.
Його син Сигізмунд Гульденстерн (1598—1666), державний діяч Речі Посполитої.